# Olio di behen

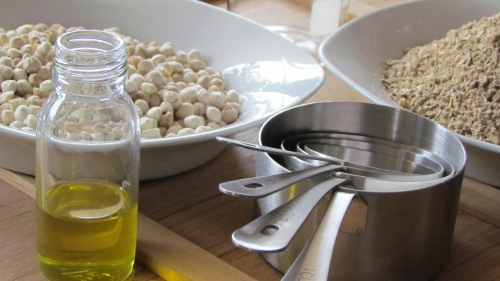
Olio di behen, davanti ai semi decorticati di moringa oleifera

L'olio di behen o di been o di ben o di semi di moringa viene estratto dai semi della Moringa oleifera, una conifera a crescita rapida anche in terreni aridi, originaria dei tratti sub-himalayani dell'India settentrionale, ma ampiamente coltivata in tutte le zone tropicali. Tutte le parti dell’albero Moringa - la corteccia, i baccelli, le foglie, le noci, i semi, i tuberi, le radici e i fiori - sono commestibili.  L'olio estratto dai suoi semi è caratterizzato da una resistenza all'ossidazione ed all'inrancidimento insolitamente alta e da un gusto delicato e gradevole. L'olio è utilizzato da migliaia di anni come base nelle formulazioni dei profumi. Nell'olio di been A. Voelcker, nel 1848, individuò un acido grasso saturo con 22 atomi di carbonio, da allora chiamato acido beenico.
L'olio è il componente principale del seme e rappresenta il 35-40% del peso del seme. 
Viene utilizzato dall'industria oleochimica per la produzione di ingredienti cosmetici, di biodiesel.
Gli è stato attribuito il nome INCI: MORINGA OLEIFERA SEED OIL , il numero CAS : 93165-54-9 e numero EINECS: 296-941-1

## Storia
L'olio di behen verrebbe citato in alcune iscrizioni come importato dall'Asia sotto il faraone Sahura della 5 ° dinastia dal nord dell'Asia Gli antichi Egizi lo usavano nella cottura del cibo, come un profumo, unguento e medicamento.
Gli antichi greci producevano l'olio di behen e altri oli vegetali. Teofrasto, nel IV secolo a.C., lo indicava come uno degli oli da usare per produrre i profumi.
A Roma , intorno al 70 d.C., Plinio il Vecchio descrisse l'albero e i suoi frutti sotto il nome di myrobalanum con il significato di "balsamo". Nello stesso periodo Dioscoride descrisse il frutto come balanos myrepsike (approssimativamente "frutto a forma di ghianda adatto alla preparazione di unguenti profumati").

## Caratteristiche chimico fisiche
L'olio di behen è una miscela eterogenea di lipidi, soprattutto trigliceridi ( oltre il 95%).  L'olio non raffinato ha un colore tendente all'arancio. Per la produzione alimentare e cosmetica viene commercializzato un prodotto raffinato, giallo pallido a seconda del processo di decolorazione, con i seguenti tipici parametri chimico fisici:
| Caratteristiche chimico fisiche dell'olio di behen, valori tipici | Caratteristiche chimico fisiche dell'olio di behen, valori tipici |
| ----------------------------------------------------------------- | ----------------------------------------------------------------- |
| colore                                                            | giallo tenue                                                      |
| densità a 24 °C (mg / mL)                                         | 0,901 ± 0,009                                                     |
| indice di rifrazione (40 °C)                                      | 1.460 ± 0,005                                                     |
| viscosità (mPa × s)                                               | 64,7 ± 21,8                                                       |
| acidità (% in acido oleico libero)                                | 1,33 ± 1,15                                                       |
| numero di saponificazione (mg di KOH / g di olio)                 | 185,5 ± 6,0                                                       |
| numero di iodio (g di I / 100 g di olio)                          | 67,46 ± 1,43                                                      |

## Composizione
In tutti gli oli vegetali la composizione può variare in funzione della cultivar, delle condizioni ambientali, della raccolta, della estrazione e della lavorazione.
| Concentrazione percentuale di acidi grassi rilevata in diversi studi | Concentrazione percentuale di acidi grassi rilevata in diversi studi | Concentrazione percentuale di acidi grassi rilevata in diversi studi | Concentrazione percentuale di acidi grassi rilevata in diversi studi | Concentrazione percentuale di acidi grassi rilevata in diversi studi | Concentrazione percentuale di acidi grassi rilevata in diversi studi | Concentrazione percentuale di acidi grassi rilevata in diversi studi | Concentrazione percentuale di acidi grassi rilevata in diversi studi | Concentrazione percentuale di acidi grassi rilevata in diversi studi | Concentrazione percentuale di acidi grassi rilevata in diversi studi | Concentrazione percentuale di acidi grassi rilevata in diversi studi | Concentrazione percentuale di acidi grassi rilevata in diversi studi |
| -------------------------------------------------------------------- | -------------------------------------------------------------------- | -------------------------------------------------------------------- | -------------------------------------------------------------------- | -------------------------------------------------------------------- | -------------------------------------------------------------------- | -------------------------------------------------------------------- | -------------------------------------------------------------------- | -------------------------------------------------------------------- | -------------------------------------------------------------------- | -------------------------------------------------------------------- | -------------------------------------------------------------------- |
| acido grasso                                                         | notazione delta                                                      |                                                                      |                                                                      |                                                                      |                                                                      |                                                                      |                                                                      |                                                                      |                                                                      |                                                                      |                                                                      |
| acido caprilico                                                      | 08:0                                                                 | 0,03                                                                 | 0,03                                                                 | 0,04                                                                 | nd                                                                   | nd                                                                   | nd                                                                   | 0,03                                                                 | 0,03                                                                 | 0,02                                                                 | nd                                                                   |
| acido miristico                                                      | 14:0                                                                 | 0,1                                                                  | 0,1                                                                  | 0,13                                                                 | 0,1                                                                  | 0,18                                                                 | nd                                                                   | 0,11                                                                 | 0,11                                                                 | 0,11                                                                 | nd                                                                   |
| acido palmitico                                                      | 16:0                                                                 | 6                                                                    | 5,4                                                                  | 6,34                                                                 | 7,8                                                                  | 6,54                                                                 | 6,2                                                                  | 5,73                                                                 | 6,04                                                                 | 5,81                                                                 | 5,8                                                                  |
| acido ipogeico                                                       | 16:1Δ7c                                                              | nd                                                                   | 0,11                                                                 | 0,1                                                                  | nd                                                                   | nd                                                                   | nd                                                                   | 0,1                                                                  | 0,11                                                                 | 0,1                                                                  | nd                                                                   |
| acido palmitoleico                                                   | 16:1Δ9c                                                              | 1                                                                    | 0,98                                                                 | 1,28                                                                 | 2,2                                                                  | 0,5                                                                  | 0,87                                                                 | 1,32                                                                 | 1,46                                                                 | 1,44                                                                 | 1,1                                                                  |
| acido margarico                                                      | 17:0                                                                 | 0,04                                                                 | 0,04                                                                 | 0,08                                                                 | nd                                                                   | nd                                                                   | nd                                                                   | 0,09                                                                 | 0,09                                                                 | 0,09                                                                 | nd                                                                   |
| acido stearico                                                       | 18:0                                                                 | 8                                                                    | 5,8                                                                  | 5,7                                                                  | 7,6                                                                  | 6                                                                    | 4,95                                                                 | 3,83                                                                 | 4,14                                                                 | 4                                                                    | 4,2                                                                  |
| acido oleico                                                         | 18:1Δ9c                                                              | 76                                                                   | 67,65                                                                | 71,6                                                                 | 67,9                                                                 | 72                                                                   | 74,8                                                                 | 75,39                                                                | 73,6                                                                 | 73,91                                                                | 75,6                                                                 |
| acido linoleico                                                      | 18:2Δ9c,12c                                                          | 3,5                                                                  | 0,69                                                                 | 0,77                                                                 | 1,1                                                                  | 0,87                                                                 | 1,65                                                                 | 0,72                                                                 | 0,73                                                                 | 0,71                                                                 | 0,7                                                                  |
| acido α-linolenico                                                   | 18:3Δ9c,12c,15c                                                      | 0,2                                                                  | 0,2                                                                  | 0,2                                                                  | 0,2                                                                  | nd                                                                   | 0,2                                                                  | 0,2                                                                  | 0,22                                                                 | 0,2                                                                  | 0,2                                                                  |
| acido arachico                                                       | 20:0                                                                 | 6,8                                                                  | 3,72                                                                 | 3,52                                                                 | 4                                                                    | 4                                                                    | 3,68                                                                 | 2,52                                                                 | 2,76                                                                 | 2,7                                                                  | 2,6                                                                  |
| acido gadoleico                                                      | 20:1Δ11c                                                             | 3                                                                    | 2,64                                                                 | 2,24                                                                 | 1,5                                                                  | 2                                                                    | 0,97                                                                 | 2,54                                                                 | 2,4                                                                  | 2,46                                                                 | 2,2                                                                  |
| acido beenico                                                        | 22:0                                                                 | 8                                                                    | 6,74                                                                 | 6,21                                                                 | 6,2                                                                  | 7                                                                    | 6,1                                                                  | 5,83                                                                 | 6,73                                                                 | 6,38                                                                 | 5,7                                                                  |
| acido erucico                                                        | 22:1Δ13c                                                             | 0,1                                                                  | 0,12                                                                 | 0,12                                                                 | nd                                                                   | nd                                                                   | nd                                                                   | 0,15                                                                 | 0,14                                                                 | 0,14                                                                 | nd                                                                   |
| acido lignocerico                                                    | 24:0                                                                 | 5                                                                    | nd                                                                   | nd                                                                   | 1,3                                                                  | nd                                                                   | nd                                                                   | 0,96                                                                 | 1,08                                                                 | 1,06                                                                 | nd                                                                   |
| acido cerotico                                                       | 26:0                                                                 | 1                                                                    | 0,9                                                                  | 1,21                                                                 | nd                                                                   | nd                                                                   | nd                                                                   | nd                                                                   | nd                                                                   | nd                                                                   | nd                                                                   |